# Херман фон Золмс-Хоензолмс-Лих
Херман Адолф фон Золмс-Хоензолмс-Лих (на немски: Hermann Adolf zu Solms-Hohensolms-Lich: * 15 април 1838 в Пирниц; † 16 септември 1899 в Лих) е петият княз на Золмс-Хоензолмс-Лих и политик.
Той е най-възрастният син на принц Фердинанд фон Золмс-Хоензолмс-Лих (1806 – 1876) и графиня Каролина фон Колалто и Сан Салваторе (1818 – 1855). Внук е на княз Карл Лудвиг Август фон Золмс-Хоензолмс-Лих (1762 – 1807) и принцеса Хенриета фон Бентхайм-Щайнфурт (1777 – 1851). Брат е на Райнхард Карл Фердинанд Ото (1841 – 1862) и Лудвиг Антон Йохан Едуард Алфонс Фридрих Фердинанд (1851 – 1913).
Той учи в гимназията в Марбург и след това следва в Гьотинген. Той е член на народното събрание на великото херцогство Хесен (1872 – 1874 и 1880 – 1899) и Прусия (1881 – 1899) и на пруската Рейнска провинция.
Херман се жени на 20 юни 1865 г. в Janowice Wielkie, Полша за графиня Агнес фон Щолберг-Вернигероде (* 21 май 1842 в Яновиц при Шьонау; † 12 май 1904 в Хоензолмс), четвъртата дъщеря на граф Вилхелм фон Щолберг-Вернигероде (1807 – 1898) и съпругата му графиня Елизабет фон Щолберг-Росла (1817 – 1896).

## Деца
Херман и Агнес фон Щолберг-Вернигероде имат децата:
- Карл (1866 – 1920), княз на Золмс-Хоензолмс-Лих, женен на 16 октомври 1894 г. за принцеса Емма фон Щолберг-Вернигероде (1875 – 1956), дъщеря на княз Ото фон Щолберг-Вернигероде (1837 – 1896) и принцеса Анна Елизабет Ройс-Кьостриц (1837 – 1907)
- Райнхард Лудвиг (1867 – 1951), княз на Золмс-Хоензолмс-Лих, женен за графиня Марка Клара Роза фон Золмс-Зоненвалде-Поух (1879 – 1965), дъщеря на граф Ото Карл Константин фон Золмс-Зоненвалде (1845 – 1886) и графиня Хелена фон Золмс-Барут (1854 – 1886)
- Анна Елизабет (1868 – 1950), омъжена за граф Йоханес Херман Рохус Максимилиан фон Линар (1859 – 1934), син на граф Херман Максимилиан фон Линар (1825 – 1914) и Берта Агнес Луиза фон Золмс-Барут (1832 – 1909)
- Елеонора (1871 – 1937), омъжена на 2 февруари 1905 г. в Дармщат за велик херцог Ернст Лудвиг фон Хесен-Дармщат (1868 – 1937)
- Мари-Матилда (1873 – 1953), омъжена за княз Рихард Емил фон Дона-Шлобитен, бургграф на Дона (1872 – 1918), син на княз Рихард Вилхелм Лудвиг фон Дона-Шлобитен (1843 – 1916) и графиня Амелия Мариана София фон Дона-Шлодиен (1837 – 1906)
- Каролина (1877 – 1958), омъжена на 26 май 1904 г. в Лих за ландграф Хлодвиг фон Хесен-Филипстал-Бархфелд (1876 – 1954), син на принц Вилхелм фон Хесен-Филипстал-Бархфелд (1831 – 1890) и втората му съпруга принцеса Юлиана фон Бентхайм-Щайнфурт (1842 – 1878)
- Доротея (1883 – 1942), омъжена за принц Херман фон Щолберг-Вернигероде (1867 – 1913), син на княз Ото фон Щолберг-Вернигероде (1837 – 1896) и принцеса Анна Елизабет Ройс (1837 – 1907)